# Краківська земля
Земля краківська (лат. Terra Cracoviensis) — територіальна одиниця середньовічної польської держави, що є з 1138 року. основною частиною сеньйоріального поділу (згодом Краківське князівство). 1314 року Краківська земля була перетворена на Краківське воєводство. 
Ян Длугош у праці 1464-1480 років, представив Краківську землю була основною частиною Польського королівства й метрополією стосовно інших польських земель.
Гербом Краківської землі був орел у короні повернуто геральдично вліво.

## Історія
У 1138 році Краківська земля була територіальною одиницею сеньойріального поділу Польщі. З 1173 року. належала старший Мешко III-го Старого. В результаті повстання проти нього в 1177-1191 роках Краківською землею заволодів Казимир II Справедливий. 
Після 1314 року Краківська земля була перетворена на Краківське воєводство.